# Bombardamenti di Palermo nella seconda guerra mondiale
I bombardamenti di Palermo avvennero nel corso della seconda guerra mondiale durante gli ultimi tre anni di guerra. Furono pesantemente incrementati fra i mesi di gennaio e giugno 1943, ad opera dei bombardieri americani e britannici, poco prima dell'operazione Husky.
Per questo Palermo nel 1964 fu insignita della medaglia d'oro al valor militare.

## I bombardamenti del 1940
Già dal 1940 sul monte Pellegrino erano state allestite alcune postazioni antiaeree, ma i primi bombardamenti francesi giunsero già nel giugno del 1940, provenienti dalla Tunisia e si erano abbattuti in tutta la Sicilia. Il 23 del mese 15 bombardieri raggiunsero la città provocando 25 vittime civili.
Mussolini chiese aiuto ad Hitler per poter rinforzare queste difese. 
Dal comando tedesco, dalla fine del 1940, fu inviato il X Fligerkorps (Corpi Aerei), assieme a diverse unità d'artiglieria che comprendevano postazioni di mitragliere (tra cui le Flakvierling 38) e cannoni da 88mm che si aggiunsero ai reggimenti di difesa costiera italiana. Attorno alla città di Palermo fu quindi creata una rete difensiva con postazioni sul monte Pellegrino che andavano ad aggiungersi alle già esistenti difese fasciste, Pizzo Volo dell'Aquila, e lungo tutta la zona costiera della città. 
La difesa aerea era affidata all'aeroporto militare di Boccadifalco, con i caccia della Regia Aeronautica e della Luftwaffe.
A queste postazioni difensive vennero aggiunti due radar, un aereo a lungo raggio, un FuMG 80 Freya, che copriva una distanza massima di 120Km, situato sulla cima di Capo Gallo e un secondo terrestre a corto raggio, FuMG 39/62 Würzburg D coordinati da un centro operativo (composto esclusivamente da personale tedesco) sito a Castello Utveggio.

## 1941 e 1942
Dal gennaio 1941 i bombardieri britannici con base a Malta iniziarono ad attaccare il suo porto con crescente frequenza.
Tra il 1941 e il 1942 numerosi raid aerei della RAF (Royal Air Force) sulla città di Palermo avevano provato a interrompere i rifornimenti che dalla Sicilia venivano inviati alle forze tedesche in Africa.
La rotta dei bombardieri britannici Avro Lancaster seguiva un percorso che da Malta li portava sul capoluogo siciliano passando sul tratto di mare antistante Trapani, e da lì verso Palermo sorvolando le zone di Sferracavallo e Mondello, per giungere sul porto sito nel quartiere Arenella. 
Sul monte Pellegrino, soprastante il porto, i soldati fascisti e nazisti avevano installato delle postazioni di artiglieria anti-aerea che permisero di arginare i danni al porto ed evitare che i cantieri navali, situati proprio sotto le postazioni antiaeree, venissero bombardati.

## Il 1943
- 7 gennaio: 10 bombardieri statunitensi attaccano il porto, affondandovi il cacciatorpediniere Bersagliere. Molte bombe cadono tuttavia anche sulla città, provocando 139 vittime civili.[2]
- 3 febbraio: in preparazione dello sbarco alleato in Sicilia 30 bombardieri americani B-17 Flying Fortress sganciarono bombe lungo tutta la zona costiera della città dal porto fino al territorio del comune di Villabate, colpendo l'attuale centro storico, Piazza Magione, Corso dei Mille, con un bilancio totale di 98 morti e quasi 300 feriti.
- 15 febbraio: bombardamento statunitense con obiettivo il porto, viene tuttavia colpita duramente anche la città. 226 vittime civili.[2]
- 1 marzo: durante il giorno due squadriglie di bombardieri, per un totale di 36 velivoli, sganciarono sull'intera città di Palermo un totale di 94 tonnellate di bombe, che colpirono, tra i tanti edifici, anche un'ala della Cattedrale e il complesso dell'Albergo delle Povere.
- 22 marzo: 24 bombardieri sganciarono un totale di 264 ordigni sulla città. Le esplosioni avvenute in mare, sul tratto di costa antistante il porto, provocarono alcune onde anomale che arrivarono fino al rifugio antiaereo in cui si trovavano gli operatori portuali, provocando la morte per annegamento di 24 uomini. Sei navi mercantili sono affondate nel porto, tra le quali il piroscafo Volta (carico di munizioni) che esplode, provocando ulteriori danni alla città. 38 vittime civili.[2]
- 4-5 aprile: nella notte, una squadriglia britannica sganciò bombe che danneggiarono la chiesa del SS. Salvatore, la Biblioteca Nazionale ma soprattutto l'ospedale di San Saverio all'Albergheria.
- 15-16 aprile: alcune squadriglie di B-17 partite dall'Algeria colpirono, il primo giorno, il rifugio antiaereo di Monte Pellegrino, causando 92 morti; il secondo giorno tutta la zona circostante il porto fu bomdardata con ordingni al fosforo causando la distruzione e l'incendio dell'Archivio di Stato.
- 17-18 aprile: 48 bombardieri americani colpirono gli importantissimi snodi ferroviari di Brancaccio e dell'Ucciardone, assieme al deposito tram, paralizzando così i trasporti e le comunicazioni. 20 vittime civili.[2]
- 9 maggio: il bombardamento più pesante subito da Palermo. 211 bombardieri dell'USAAF sganciano 315 tonnellate di bombe, con obiettivi il porto e lo scalo ferroviario. Innumerevoli bombe cadono tuttavia su tutto il centro abitato, provocando immani distruzioni e 373 vittime tra la popolazione civile.[2]
- 13 maggio: un bombardamento della RAF causa 17 vittime civili.[2]
- 12 giugno: bombardamento da parte di 39 aerei dell'USAAF, con obiettivo l'aeroporto. 25 vittime civili.[2]
- 30 giugno: bombardamento da parte dell'USAAF con obiettivo l'aeroporto di Boccadifalco. Viene colpita anche la città, con 84 vittime civili.[2]
- 1º luglio: bombardamento da parte della RAF, 32 vittime civili.[2]
- 14 luglio: quattro giorni dopo lo sbarco alleato, bombardamento da parte di 24 aerei dell'USAAF.[2]

### I raid tedeschi
Il 22 luglio Palermo fu occupata dal generale Patton.
Ciò pose fine ai bombardamenti alleati, ma le installazioni della città occupata dagli americani divennero un obiettivo per la Luftwaffe, che effettuò diversi raid nel mese successivo. L'ultimo attacco aereo dell'Asse al porto avvenne il 23 agosto 1943, sei giorni dopo la fine delle operazioni in Sicilia.

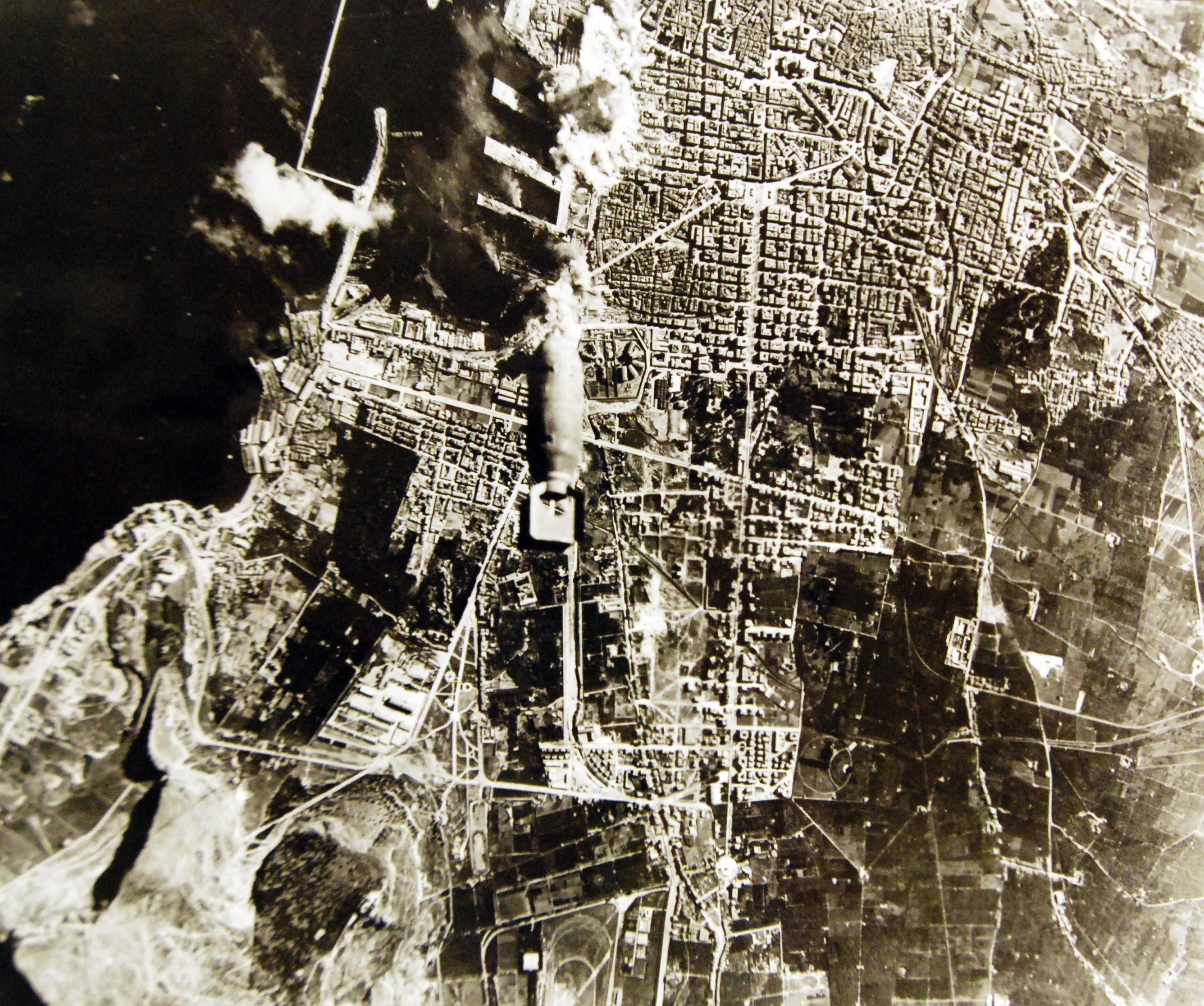
B-17 statunitense lancia bombe sulla città nel luglio 1943

## Danni e vittime
I bombardamenti alleati provocarono gravi danni alla città: degli oltre 200.000 vani di abitazione distrutti o danneggiati nella provincia, più della metà sono del centro urbano di Palermo. Danni anche ai monumenti e alle opere d'arte: danneggiate le chiese della Magione, dell'Annunziata, di S. Maria della Catena, di S. Giorgio dei Genovesi, di S. Maria la Nuova, di S. Maria di Piedigrotta e di San Francesco, il palazzo Sclafani e l'Abatellis.
Le vittime civili dei bombardamenti aerei ammontarono complessivamente a 2.123 morti e circa 30.000 feriti.